# Laura Acton

Stemma della famiglia Acton

Laura Acton (Napoli, 2 marzo 1829 – Mezzaratta, 12 novembre 1915) è stata una nobile italiana, moglie del presidente del Consiglio dei Ministri Marco Minghetti, diede vita a uno dei più importanti salotti politici dell'epoca.

## Biografia
Laura Acton fu erede di due dinastie da cui uscirono numerosi politici e diplomatici. Per via paterna discendente dal ramo napoletano della famiglia inglese degli Acton: il prozio John aveva riformato la Marina napoletana nel 1779; il padre Carlo Acton (Herresbach 1783-Napoli 1863) fu brigadiere generale della marina borbonica; i suoi tre fratelli Ferdinando, Guglielmo ed Emmerik furono importanti ufficiali di marina e uomini politici italiani. La madre Zoe era francese e discendeva dalla nobile casata dei conti d'Albon.
Giovanissima, nel 1847 sposò a Napoli in prime nozze il principe Domenico Beccadelli di Bologna,, figlio primogenito di Giuseppe, IX Principe di Camporeale (1804-1889), seguendolo nella sua attività di diplomatico a Parigi e a Londra. Da questo matrimonio nacquero due figli:
- Maria (1848), che nel 1884 sposerà in seconde nozze il principe Bernhard von Bülow, e
- Pietro Paolo (1852), ultimo principe di Camporeale, che diventerà sindaco di Palermo e senatore del Regno d'Italia.[3]

Dopo la morte del primo marito (Parigi, 23 gennaio 1863), il 4 settembre 1864 Laura Acton sposò in seconde nozze a Torino Marco Minghetti, due volte primo ministro e politico tra i più rappresentativi della Destra storica. Il salotto di Laura Acton, a Torino e quindi a Firenze (tra il 1865 il 1870) e a Roma, era frequentato da molti fra i più importanti personaggi del Risorgimento. Dotata di grande cultura e di spirito, elegante, fu intima amica dell'imperatrice Eugenia, moglie di Napoleone III, e della principessa Matilde Bonaparte. Ebbe fra i suoi ammiratori Otto von Bismarck, Gyula Andrássy il Vecchio, William Ewart Gladstone, monsignor Duchesne e Richard Wagner, di cui difese il Tannhäuser al Teatro comunale di Bologna.
Anche dopo la morte del marito nel 1886, Laura Acton continuò a ricevere nel suo salotto, che col tempo acquisì un carattere sempre più eclettico, tra il politico e il culturale, rimanendo un punto di ritrovo importante nella vita di Roma capitale fino agli inizi del Novecento.
Alla sua morte sarà sepolta nella tomba della famiglia del marito, nel Chiostro V o Maggiore della Certosa di Bologna.